# Listă de conducători de stat din 877
873 - 874 - 875 - 876 - 877 - 878 - 879 - 880 - 881
Aceasta este o listă a conducătorilor de stat din anul 877:

## Europa
- Amalfi: Pulcharius (prefect, 866-879)
- Anglia, statul anglo-saxon Northumbria: Egbert al II-lea (rege, 876-878?)
- Anglia, statul anglo-saxon Mercia: Ceolwulf al II-lea (rege, 874-877)
- Anglia, statul anglo-saxon Wessex: Alfred cel Mare (rege, 871-899)
- Aquitania: Ludovic al II-lea cel Gângav (rege din Dinastia_Carolingiană, 866-879; totodată, rege al Franței, 877-879)
- Asturia: Alfonso al III-lea cel Mare (rege, 866-910; totodată, rege al Leonului, 866-910)
- Bavaria: Carloman (rege din dinastia Carolingiană, 876-880; ulterior, rege al Italiei, 877-879)
- Benevento: Adelchis (principe, 854-878)
- Bizanț: Vasile I (împărat din dinastia Macedoneană, 867-886)
- Bretania: Pascweton de Vannes (conte, 874-876/877), Gurvand de Rennes (conte, 874-876/877) și Alain I cel Mare (duce, 876/877-907)
- Bulgaria: Boris I Mihail (cneaz, 852-889)
- Capua: Landulf al II-lea (conte, 863-866, 871-879)
- Castilia: Diego Rodriguez (conte, cca. 869-cca. 885)
- Cordoba: Abu Abdallah Muhammad I ibn Abd ar-Rahman (II) (emir din dinastia Omeiazilor, 852-886)
- Creta: Shuayb I ben Umar (emir, 855-880)
- Croația: Iljko (cneaz din dinastia Trpimirovic, 876-878)
- Flandra: Balduin I Braț de Fier (conte din dinastia lui Balduin, cca. 864-879)
- Franța: Carol al II-lea cel Pleșuv (rege din dinastia Carolingiană, 843-877; ulterior, rege al Lotharingiei, 869-870; ulterior, împărat occidental, 875-877; ulterior, rege al Italiei, 875-877) și Ludovic al II-lea cel Gângav (rege din dinastia Carolingiană, 877-879; anterior, rege al Aquitaniei, 866-879)
- Friuli: Berengar (margraf, 874-890; ulterior, rege al Italiei, 888-896, 896-924; ulterior, împărat occidental, 915-924)
- Gaeta: Docibilis I (consul, 867-906) și Ioan I (consul, 867-877; apoi, patriciu, 877-933 sau 934)
- Germania: Carol al III-lea cel Gros (rege din dinastia Carolingiană, 876-887; ulterior, rege al Italiei, 879-887; ulterior, rege al Bavariei, 882-887; ulterior, rege al Lotharingiei, 882-887; ulterior, rege al Franței, 884-887; ulterior, împărat occidental, 884-887)
- Gruzia, statul Abhazia: Gheorghe I (rege, 872/873-878/879)
- Gruzia, statul Tao-Klardjet: David I (rege din dinastia Bagratizilor, 876-881)
- Imperiul occidental: Carol cel Pleșuv (împărat din Dinastia_Carolingiană, 875-877; totodată, rege al Franței, 843-877; anterior, rege al Lotharingiei, 869-870; totodată, rege al Italiei, 875-877)
- Italia: Carol cel Pleșuv (rege din Dinastia_Carolingiană, 875-877; totodată, rege al Franței, 843-877; anterior, rege al Lotharingiei, 869-870; totodată, împărat occidental, 875-877) și Carloman (rege din dinastia Carolingiană, 877-879; totodată, rege al Bavariei, 876-880)
- Leon: Alfonso al III-lea cel Mare (rege, 866-910; totodată, rege al Asturiei, 866-910)
- Moravia Mare: Svatopluk (cneaz, 870?-894)
- Neapole: Sergius al II-lea (duce, 869/870-877/878) și Atanasio (duce, 877/878-897/898)
- Salerno: Guaifer (principe, 861-880)
- Saxonia: Bruno (duce din dinastia Liudolfingilor, ?-880) (?)
- Scoția: Constantin I (rege, 862-877) și Aed (rege, 877-878)
- Serbia: Mutimir (cneaz din dinastia lui Viseslav, 860-891)
- Sicilia: Abu Ishak Ibrahim al II-lea ibn Ahmad (emir din dinastia Aghlabizilor, 875-902)
- Spoleto: Lambert I (duce din familia Guideschi, 859-871, 876-880)
- Statul papal: Ioan al VIII-lea (papă, 872-882)
- Toscana: Adalbert I (margraf, 847-886)
- Toulouse: Bernard Plantevelue (872-?) (?)
- Veneția: Orso Partecipazio al II-lea (doge, 864-881)

## Africa
- Aghlabizii: Abu Ishak Ibrahim al II-lea ibn Ahmad (emir din dinastia Aghlabizilor, 875-902)
- Idrisizii: Ali al II-lea ibn Umar ibn Idris (I) (imam din dinastia Idrisizilor, 866-?) (?)
- Kanem-Bornu: Fune (cca. 835-cca. 893)
- Tulunizii: Ahmad ibn Tulun (conducător, 868-884)

## Asia

### Orientul Apropiat
- Bizanț: Vasile I (împărat din dinastia Macedoneană, 867-886)
- Califatul abbasid: Abu'l-Abbas Ahmad al-Mutamid ibn al-Mutauakkil (calif din dinastia Abbasizilor, 870-892)
- Samanizii: Nasr I ibn Ahmad (emir din dinastia Samanizilor, 864-892)

### Orientul Îndepărtat
- Birmania, statul Arakan: Kalataing Chandra (rege din dinastia Chandra, 875-884)
- Birmania, statul Mon: Areindama (rege, 861-885)
- Cambodgea, Imperiul Kambujadesa (Angkor): Jayavarman al III-lea (împărat, 854-877) și Indravarman I (împărat, 877-889)
- Cambodgea, statul Tjampa: Vikrantavarman al III-lea (rege din a cincea dinastie, după 854-875/889) și Indravarman al II-lea (rege din a șasea dinastie, 875/889-898/903)
- China: Xizong (împărat din dinastia Tang, 874-888)
- Coreea, statul Silla: Hon'gang (Chong) (rege din dinastia Kim, 875-886)
- India, statul Chalukya răsăriteană: Vijayaditya al III-lea (rege, 848-892)
- India, statul Chola: Aditya I (rege, cca. 871-cca. 907)
- India, statul Gurjara Pratihara: Bhoja I (rege, înainte de 836-cca. 885)
- India, statul Pallava: Nripatungavarman (rege din a treia dinastie, 855-896)
- India, statul Raștrakuților: Amoghavarșa (sau Sarva) I (rege, 814-878)
- Japonia: Yozei (împărat, 877-884)
- Kashmir: Avantivarman (rege din dinastia Utpala, 857-884)
- Nepal: Raghavadeva (rege din dinastia Thakuri, 865/880-923/926)
- Sri Lanka: Sena al II-lea (rege din dinastia Silakala, 844-879)

## America
- Toltecii: Totepeuh (Mixcoatl) (conducător, ?-877) (?) și Ihuitimal (conducător, 877-923)